# HD 104933
HD 104933，又名CP-60 3697，SAO 251723、HR 4607，是一颗恒星，视星等为5.96，位于銀經297.32，銀緯1.4，其B1900.0坐标为赤經11h 59m 47.7s，赤緯-60° 1.4′ 41″。